# Cogullada de Malabar
La cogullada de Malabar (Galerida malabarica) és una espècie d'ocell de la família dels alàudids (Alaudidae).

## Hàbitat i distribució
Habita zones àrides rocoses de l'oest de l'Índia.